# Tîtivka, Nijîn
Tîtivka (în ucraineană Титівка) este un sat în comuna Vertiivka din raionul Nijîn, regiunea Cernihiv, Ucraina.

## Demografie
Componența lingvistică a localității Tîtivka
     Ucraineană (95,56%)
     Rusă (4,44%)
Conform recensământului din 2001, majoritatea populației localității Tîtivka era vorbitoare de ucraineană (95,56%), existând în minoritate și vorbitori de rusă (4,44%).